# Colmar-Berg
Colmar-Berg (luxembourgsk: Colmer-Bierg) er en kommune og et byområde i storhertugdømmet Luxembourg. Kommunen, som har et areal på 12,31 km², ligger i kantonen Mersch i distriktet Luxembourg. I 2005 havde kommunen 1.848 indbyggere.